# Nakazowo-Rozdzielczy Obóz NKWD w Działdowie
Nakazowo-Rozdzielczy Obóz NKWD w Działdowie – sowiecki obóz przejściowy przeznaczony dla Niemców, Polaków i przedstawicieli innych narodowości, funkcjonujący w 1945 na bazie niemieckiego obozu Soldau w Działdowie i okolicach.
Po wkroczeniu Armii Czerwonej do Działdowa, co miało miejsce 17 stycznia 1945, ustanowiono w mieście Powiatową Komendanturę Wojenną, której komendantem został major Witalim Szitow. W dawnym niemieckim obozie utworzono najpóźniej w połowie lutego 1945 Obóz Nakazowo-Rozdzielczy NKWD Ludowego Komisariatu Spraw Wewnętrznych. Natychmiast rozpoczęły się aresztowania dokonywane przez NKWD Polaków, którzy w okresie okupacji uzyskali III grupę niemiecką (Deutsche Volksliste) i tych należących do AK lub niezgadzających się z okupacją sowiecką.
Obóz służyć miał przede wszystkim tymczasowemu przetrzymywaniu osób przeznaczonych do dalszej deportacji (transporty na wschód podążały głównie przez stację w Baranowiczach i charakteryzowały się wyjątkowo wyniszczającymi warunkami podróży). Dysponował nie tylko obiektami poniemieckimi KL Soldau, ale również innymi budynkami na terenie miasta i jego okolic, w tym m.in. namiotami rozbitymi niedaleko koszar, lokalnym więzieniem, a także tzw. „teatrem” (mogło to być dawne kasyno oficerskie).
Przez obóz przeszło kilka tysięcy osób, które naraziły się w różny sposób sowietom. Byli to więc ludzie uznani za „Niemców”, ich faktyczni lub domniemani współpracownicy, żołnierze i jeńcy niemieccy, żołnierze Armii Krajowej i innych polskich organizacji narodowościowych, a także cudzoziemscy robotnicy przymusowi.
Obóz funkcjonował do 30 października 1945. Rolę funkcjonariuszy NKWD przejęli następnie współpracujący z sowietami polscy pracownicy Urzędu Bezpieczeństwa.